# Air Tomisko
Air Tomisko (Servisch: Ер Томиско) is een Servische luchtvrachtmaatschappij met thuisbasis in Belgrado.

## Geschiedenis
Air Tomisko werd opgericht in 2006.

## Vloot
De vloot van Air Tomisko bestaat uit: (april 2007)
- 1 Ilyushin IL-76TD